# Алявы
Алявы — хутор в Еланском районе Волгоградской области России. Административный центр и единственный населённый пункт Алявского сельского поселения.
Население — 196 (2021)

## Название
Основан в XIX веке выходцами с Черниговской области, откуда первоначальное именование посёлок Черниговский. Затем объединился с хутором Ново-Александровский, обозначенным на картах  Саратовской губернии 1917 года, и 1928 года и стал именоваться хутор Черниго-Александровский, Чернигово-Александровский (на карте 1941 года, на карте 1945 года). 
Не позднее 1945 года хутор Черниго-Александровский был переименован в хутор Алявы.

## География
Находится в пределах Хопёрско-Бузулукской равнины, являющейся южным окончанием Окско-Донской низменности, в балке Сухая Журавка (бассейн реки Терса), на высоте около 155 метров над уровнем моря.
Почвы: чернозёмы обыкновенные.
По автомобильным дорогам расстояние до областного центра города Волгоград составляет 290 км, до районного центра рабочего посёлка Елань — 47 км.
Климат
Климат умеренный континентальный (согласно классификации климатов Кёппена — Dfb). Многолетняя норма осадков — 451 мм. В течение города количество выпадающих атмосферных осадков распределяется относительно равномерно: наибольшее количество осадков выпадает в июне — 53 мм, наименьшее в марте — 23 мм. Среднегодовая температура положительная и составляет + 6,3 °С, средняя температура самого холодного месяца января −9,8 °С, самого жаркого месяца июля +21,5 °С.
Часовой пояс
Алявы, как и вся Волгоградская область, находится в часовой зоне МСК (московское время). Смещение применяемого времени относительно UTC составляет +3:00.

## История
Поселения Ново-Александровское и Черниговское в начале XX века в составе Терсинской волости Аткарского уезда Саратовской губернии Российской Империи.
На Схематической карте Аткарского уезда 1910 года обозначен в границах Терсинской волости как посёлок Черниговский. Согласно Списку населённых мест Аткарского уезда 1914 года (по сведениям за 1911 год) посёлок Черниговский Терсинской волости населяли крестьяне и мещане, велико- и малороссы, всего 224 мужчины и 217 женщин
В 1921 году Терсинская волость перечислена из Аткарского уезда в новый Еланский уезд. В 1923 году в связи с упразднением Еланского уезда волость включена в состав укрупнённой Еланской волости Балашовского уезда Саратовской губернии
В 1928 году хутор Черниго-Александровский включён в состав Еланского района Камышинского округа (упразднён в 1930 году) Нижне-Волжского края (с 1934 года — Сталинградского края). 
В 1935 году передан в состав Вязовского района Сталинградского края (с 1936 года — Сталинградской области). Хутор являлся центром Черниго-Александровского сельсовета. На Карте РККА юга России 1941 года обозначен как Чернигово-Александровский
Не позднее 1945 года хутор Черниго-Александровский был переименован в хутор Алявы. В 1953 году Зеленовский и Черниго-Александровский сельсоветы были объединены в один Зеленовский сельсовет, центр – хутор Зеленовский. В 1959 году Зеленовский сельсовет был упразднён с передачей его территории в состав Журавского сельсовета (с 1971 года хутор Алявы значится в составе Большевистcкого сельсовета). Решением Волгоградского облисполкома от 07 февраля 1963 года  № 3/55 Вязовский район был ликвидирован, его территория вошла в состав Еланского района.
В 1990 году в результате разукрупнения Большевистского сельсовета был образован Алявский сельский Совет с центром в хуторе Алявы

## Население
Динамика численности населения по годам:
| 1911 | 1987 | 2002 |
| ---- | ---- | ---- |
| 441  | ≈180 | 356  |

| 2010 | 2012 | 2013 | 2014 | 2015 | 2016 | 2017 |
| ---- | ---- | ---- | ---- | ---- | ---- | ---- |
| 259  | ↗262 | ↘256 | ↘250 | ↘234 | ↘223 | ↗226 |
| 2018 | 2019 | 2020 | 2021 |      |      |      |
| ↘222 | ↘214 | ↘206 | ↘196 |      |      |      |

## Известные уроженцы, жители
- Сорокин, Владимир Петрович (1909—1977) — председатель колхоза, Герой Социалистического Труда.

## Инфраструктура
Личное подсобное хозяйство с зоной сельскохозяйственного использования, индивидуальная застройка усадебного типа.
Основа экономики — сельское хозяйство.
Алявская школа, Черниго-Александровский ФАП.

## Транспорт
Автобусное сообщение с райцентром. Остановка общественного транспорта «Алявы» находится на федеральной  трассе Р-207, откуда к хутору идёт подъездная дорога. 